# Lista de prefeitos de Sorocaba
Esta é a lista de prefeitos e vice-prefeitos do município de Sorocaba, estado brasileiro de São Paulo.
O cargo de prefeito foi criado em 11 de abril de 1835, pela assembleia provincial paulista, em reação aos amplos poderes conferidos pelo Código de Processo Criminal de 1832 às câmaras municipais. Seguiram o exemplo paulista seis províncias do nordeste brasileiro (Alagoas, Ceará, Maranhão, Paraíba, Pernambuco e Sergipe).
Sob a vigente ordem constitucional, essa designação é dada ao funcionário público do Poder Executivo municipal, que exerce seu cargo em função de uma legislatura (mandato), sendo para tanto eleito a cada quatro anos, podendo ser reeleito por mais 4 anos (segundo mandato).
Funções
O poder executivo municipal chefia a administração e comanda os serviços públicos, tendo como comandante o prefeito.
A partir da constituição brasileira de 1934, o cargo de prefeito passou a ser o único, em todo o Brasil, ao qual estão atribuídas as funções de chefe do poder executivo do governo local, em simetria aos chefes dos executivos da União e do estado, portanto, em forma monocrática. Este texto quer dizer que deverá haver harmonia e integração de ação entre as esferas envolvidas sem a intervenção de uma na outra, exceto nos casos previstos na Constituição Federal.
Eleições
O prefeito é eleito por sufrágio universal, secreto, direto, em pleito simultâneo em todo o País, realizado a cada quatro anos, no primeiro domingo de outubro.
E trinta dias após tem lugar o segundo turno, se o eleito em primeiro lugar não atingir 50% dos votos válidos mais um voto, no caso de municípios com mais de duzentos mil eleitores.
Conforme a legislação eleitoral atual no Brasil para tornar-se elegível, exige-se uma série de requisitos;
- Possuir nacionalidade brasileira ou portuguesa (neste caso, o cidadão português deve se encontrar amparado pelo Estatuto de Igualdade entre Portugueses e Brasileiros),
- Título de eleitor em dia e estar em gozo pleno do exercício dos direitos políticos,
- Domicilio eleitoral na circunscrição na qual o candidato se apresenta,
- Filiação partidária,
- Ser alfabetizado (tópico invalidado pela atual constituição brasileira de 1988),
- Desincompatibilização de cargo público — Se ocupa um cargo público deve sair seis meses antes das eleições e voltar caso possa só após seis meses ao pleito eleitoral,
- Renúncia de outro mandado até seis meses antes do pleito e não ser parente afim ou consangüíneo, até segundo grau, ou cônjuge de titular de cargo eletivo; pode, entretanto, ser candidato à reeleição (artigo 14 da Constituição),
- Ter idade mínima de 21 anos.

O atual prefeito de Sorocaba é Rodrigo Maganhato, do Republicanos (REP), mais conhecido como Rodrigo Manga ou até mesmo Manga, eleito no pleito municipal de Sorocaba de 2020 e reeleito para um novo mandato em 2024.

## Prefeitos
| N°  | Prefeito (a)                       | Imagem                                           | Partido                        | Partido                                          | Vice-prefeito (a)       | Vice-prefeito (a)                       | Imagem                | Início do Mandato                                     | Fim do Mandato                        | Notas |
| --- | ---------------------------------- | ------------------------------------------------ | ------------------------------ | ------------------------------------------------ | ----------------------- | --------------------------------------- | --------------------- | ----------------------------------------------------- | ------------------------------------- | --- |
| 1°  | José Vaz Guimarães                 |                                                  |                                | Partido Republicano Paulista PRP                 |                         | Cargo Inexistente                       | Cargo Inexistente     | 5 de janeiro de 1895                                  | 5 de janeiro de 1896                  | Intendente |
| 2°  | Augusto da Silveira Franco         |                                                  |                                | Partido Republicano Paulista PRP                 | 5 de janeiro de 1896    | Cargo Inexistente                       | Cargo Inexistente     | 5 de janeiro de 1899                                  | Intendente                            | |
| 3°  | José Dias de Arruda                |                                                  |                                | Partido Republicano Paulista PRP                 | 5 de janeiro de 1866    | Cargo Inexistente                       | Cargo Inexistente     | 5 de janeiro de 1901                                  | Intendente                            | |
| 4°  | Francisco boarque                  |                                                  |                                | Partido Republicano Paulista PRP                 | 5 de janeiro de 1901    | Cargo Inexistente                       | Cargo Inexistente     | 5 de janeiro de 1902                                  | Intendente                            | |
| 5°  | João Ribeiro de Carvalho Braga     |                                                  |                                | Partido Republicano Paulista PRP                 | 5 de janeiro de 1902    | Cargo Inexistente                       | Cargo Inexistente     | 15 de abril de 1902                                   | Intendente                            | |
| 6°  | José de Barros                     |                                                  |                                | Partido Republicano Paulista PRP                 | 15 de abril de 1902     | Cargo Inexistente                       | Cargo Inexistente     | 5 de janeiro de 1908                                  | Intendente                            | |
| 7°  | João Clímaco de Camargo Pires      |                                                  |                                | Partido Republicano Paulista PRP                 | 5 de janeiro de 1908    | Cargo Inexistente                       | Cargo Inexistente     | 5 de janeiro de 1911                                  | Prefeito eleito indiretamente         | |
| 8°  | Álvaro Soares                      |                                                  |                                | Partido Republicano Paulista PRP                 | 5 de janeiro de 1911    | Cargo Inexistente                       | Cargo Inexistente     | 14 de março de 1913                                   | Prefeito eleito indiretamente         | |
| 9°  | Joaquim Eugenio Monteiro de Barros |                                                  |                                | Partido Republicano Paulista PRP                 | 14 de março de 1913     | Cargo Inexistente                       | Cargo Inexistente     | 5 de janeiro de 1914                                  | Prefeito eleito indiretamente         | |
| 10° | Augusto César do Nascimento Filho  |                                                  |                                | Partido Republicano Paulista PRP                 | 5 de janeiro de 1914    | Cargo Inexistente                       | Cargo Inexistente     | 5 de janeiro de 1921                                  | Prefeito eleito indiretamente         | |
| 11° | Joaquim Eugenio Monteiro de Barros |                                                  |                                | Partido Republicano Paulista PRP                 | 5 de janeiro de 1921    | Cargo Inexistente                       | Cargo Inexistente     | 5 de janeiro de 1923                                  | Prefeito eleito indiretamente         | |
| 12° | João Clímaco de Camargo Pires      |                                                  |                                | Partido Republicano Paulista PRP                 | 5 de janeiro de 1923    | Cargo Inexistente                       | Cargo Inexistente     | 5 de janeiro de 1926                                  | Prefeito eleito indiretamente         | |
| 13° | Luís Pereira de Campos Vergueiro   |                                                  |                                | Partido Republicano Paulista PRP                 | 5 de janeiro de 1926    | Cargo Inexistente                       | Cargo Inexistente     | 5 de janeiro de 1927                                  | Prefeito eleito indiretamente         | |
| 14° | Jorge Moisés Betti                 |                                                  |                                | Partido Republicano Paulista PRP                 | 5 de janeiro de 1927    | Cargo Inexistente                       | Cargo Inexistente     | 5 de janeiro de 1929                                  | Prefeito eleito indiretamente         | |
| 15° | João Machado de Araujo             |                                                  |                                | Partido Republicano Paulista PRP                 | 5 de janeiro de 1929    | Cargo Inexistente                       | Cargo Inexistente     | 5 de outubro de 1930                                  | Prefeito eleito indiretamente         | |
| 16° | Otacílio Malheiros                 |                                                  |                                | Partido Republicano Paulista PRP                 | 5 de outubro de 1930    | Cargo Inexistente                       | Cargo Inexistente     | 11 de julho de 1932                                   | Prefeito nomeado                      | |
| 17° | Ernesto de Campos                  |                                                  |                                | PSD                                              | 12 de julho de 1932     | Cargo Inexistente                       | Cargo Inexistente     | 6 de outubro de 1932                                  | Prefeito nomeado                      | |
| 18° | David Alves Athaide                |                                                  |                                | PSD                                              | 6 de outubro de 1932    | Cargo Inexistente                       | Cargo Inexistente     | 1° de fevereiro de 1933                               | Prefeito nomeado                      | |
| 19° | João da Costa Marques              |                                                  |                                | PSD                                              | 1° de fevereiro de 1933 | Cargo Inexistente                       | Cargo Inexistente     | 5 de julho de 1933                                    | Prefeito nomeado                      | |
| 20° | Ary Cruz                           |                                                  |                                | PSD                                              | 5 de julho de 1933      | Cargo Inexistente                       | Cargo Inexistente     | 6 de setembro de 1933                                 | Prefeito nomeado                      | |
| 21° | Eugênio Salerno                    |                                                  |                                | PSD                                              | 6 de setembro de 1933   | Cargo Inexistente                       | Cargo Inexistente     | 1° de setembro de 1935                                | Prefeito nomeado                      | |
| 22° | Francisco de Paula Camargo         |                                                  |                                | PPR                                              | 1° de setembro de 1935  | Cargo Inexistente                       | Cargo Inexistente     | 22 de maio de 1936                                    | Prefeito nomeado                      | |
| 23° | Porfirio Loureiro                  |                                                  |                                | PPR                                              | 22 de maio de 1936      | Cargo Inexistente                       | Cargo Inexistente     | 2 de julho de 1936                                    | Prefeito nomeado                      | |
| 24° | Alcino de Oliveira Rosa            |                                                  |                                | PPR                                              | 2 de julho de 1936      | Cargo Inexistente                       | Cargo Inexistente     | 29 de julho de 1938                                   | Prefeito nomeado                      | |
| 25° | Augusto César do Nascimento Filho  |                                                  |                                | PPR                                              | 29 de julho de 1938     | Cargo Inexistente                       | Cargo Inexistente     | 2 de julho de 1943                                    | Prefeito nomeado                      | |
| 26° | José Fernal                        |                                                  |                                | PPR                                              | 2 de julho de 1943      | Cargo Inexistente                       | Cargo Inexistente     | 4 de outubro de 1945                                  | Prefeito nomeado                      | |
| 27° | Mário Schimidt Ingles de Souza     |                                                  |                                | Partido Social Democrático PSD                   | 4 de outubro de 1945    | Cargo Inexistente                       | Cargo Inexistente     | 15 de janeiro de 1946                                 | Prefeito nomeado                      | |
| 28° | Doracy Amaral                      |                                                  |                                | Partido Social Democrático PSD                   | 15 de janeiro de 1946   | Cargo Inexistente                       | Cargo Inexistente     | 27 de abril de 1946                                   | Prefeito nomeado                      | |
| 29° | João Wagner Wey                    |                                                  |                                | Partido Democrata Cristão PDC                    | 27 de abril de 1946     | Cargo Inexistente                       | Cargo Inexistente     | 14 de março de 1947                                   | Prefeito nomeado                      | |
| 30° | Doracy Amaral                      |                                                  |                                | Partido Democrata Cristão PDC                    | 14 de março de 1947     | Cargo Inexistente                       | Cargo Inexistente     | 29 de abril de 1947                                   | Prefeito nomeado                      | |
| 31° | Nelson da Costa Marques            |                                                  |                                | Partido Democrata Cristão PDC                    | 29 de abril de 1947     | Cargo Inexistente                       | Cargo Inexistente     | 20 de junho de 1947                                   | Prefeito nomeado                      | |
| 32° | Jorge Frederico Schrepel           |                                                  |                                | Partido Democrata Cristão PDC                    | 20 de junho de 1947     | Cargo Inexistente                       | Cargo Inexistente     | 1º de janeiro de 1948                                 | Prefeito nomeado                      | |
| 33° | Gualberto Moreira                  |                                                  |                                |                                                  | 1º de janeiro de 1948   | Cargo Inexistente                       | Cargo Inexistente     | 1º de janeiro de 1951                                 | Prefeito eleito em sufrágio universal | |
| -   | Arminio de Vasconcellos Leite      |                                                  |                                |                                                  | 1º de janeiro de 1951   | Cargo Inexistente                       | Cargo Inexistente     | 1º de janeiro de 1952                                 |                                       | |
| 34° | Emerenciano Prestes de Barros      |                                                  |                                |                                                  | 1º de janeiro de 1952   | Cargo Inexistente                       | Cargo Inexistente     | 1º de janeiro de 1955                                 | Prefeito eleito em sufrágio universal | |
| 35° | Gualberto Moreira                  |                                                  |                                |                                                  | 1º de janeiro de 1955   | Cargo Inexistente                       | Cargo Inexistente     | 31 de janeiro de 1959                                 | Prefeito eleito em sufrágio universal | |
| -   | José Lozano                        |                                                  |                                |                                                  | 31 de janeiro de 1959   | Cargo Inexistente                       | Cargo Inexistente     | 31 de janeiro de 1960                                 |                                       | |
| 36° | Artidoro Mascarenhas               |                                                  |                                |                                                  | 31 de janeiro de 1960   | Cargo Inexistente                       | Cargo Inexistente     | 3 de dezembro de 1963                                 | Prefeito eleito em sufrágio universal | |
| -   | Emerenciano Prestes de Barros      |                                                  |                                |                                                  | 3 de dezembro de 1963   | Cargo Inexistente                       | Cargo Inexistente     | 1º de janeiro de 1964                                 |                                       | |
| -   | Benedito Camargo Santos            |                                                  |                                |                                                  | 1° de janeiro de 1964   | Cargo Inexistente                       | Cargo Inexistente     | 31 de janeiro de 1964                                 |                                       | |
| 37° | Armando Pannunzio                  |                                                  |                                | Aliança Renovadora Nacional ARENA                |                         | Agrário Nunes                           |                       | 31 de janeiro de 1964                                 | 1° de fevereiro de 1969               | Prefeito e vice eleitos em sufrágio universal |
| 38° | José Crespo Gonzales               |                                                  |                                | Aliança Renovadora Nacional ARENA                |                         | Paulo Pence Pereira                     |                       | 1º de fevereiro de 1969                               | 1° de fevereiro de 1973               | Prefeito e vice eleitos em sufrágio universal |
| 39° | Armando Pannunzio                  |                                                  |                                | Aliança Renovadora Nacional ARENA                |                         | Hélio Ferreira                          |                       | 1º de fevereiro de 1973                               | 1° de fevereiro de 1977               | Prefeito e vice eleitos em sufrágio universal |
| 40° | José Theodoro Mendes               |                                                  |                                | Movimento Democrático Brasileiro MDB             |                         | Cláudio Grosso                          |                       | 1º de fevereiro de 1977                               | 5 de maio de 1982                     | Prefeito e vice eleitos em sufrágio universal |
| -   | Cláudio Grosso                     |                                                  |                                | Partido do Movimento Democrático Brasileiro PMDB |                         | Cargo Vago                              | Cargo Vago            | 5 de maio de 1982                                     | 1° de fevereiro de 1983               | Vice-prefeito eleito no cargo de prefeito |
| 41° | Flávio Nelson da Costa Chaves      |                                                  |                                | Partido do Movimento Democrático Brasileiro PMDB |                         | Luiz Francisco da Silva                 |                       | 1º de fevereiro de 1983                               | 1° de fevereiro de 1987               | Prefeito e vice eleitos em sufrágio universal |
| 42° | Paulo Francisco Mendes             |                                                  |                                | Partido do Movimento Democrático Brasileiro PMDB |                         | Cargo Vago                              | Cargo Vago            | 1° de fevereiro de 1987                               | 1º de janeiro de 1989                 | Presidente da Câmara Municipal empossado no cargo de prefeito titular após a renúncia da chapa eleita em 1982.                                                                     |
| 43° | Antonio Carlos Pannunzio           |                                                  |                                | Partido Trabalhista Brasileiro PTB               |                         | Ikuo Kadiama                            |                       | 1º de janeiro de 1989                                 | 1º de janeiro de 1993                 | Prefeito e vice eleitos em sufrágio universal |
| 44° | Paulo Francisco Mendes             |                                                  |                                | Partido do Movimento Democrático Brasileiro PMDB |                         | Edward Maluf                            |                       | 1º de janeiro de 1993                                 | 1º de janeiro de 1997                 | Prefeito e vice eleitos em sufrágio universal |
| 45° | Renato Fauvel Amary                |                                                  |                                | Partido da Social Democracia Brasileira PSDB     |                         | Diva Prestes                            |                       | 1º de janeiro de 1997                                 | 1º de janeiro de 2001                 | Prefeito e vice eleitos em sufrágio universal |
| 45° | Renato Fauvel Amary                |                                                  | José Francisco Martinez (PSDB) | Partido da Social Democracia Brasileira PSDB     |                         | 1º de janeiro de 2001                   | 1º de janeiro de 2005 | Prefeito reeleito e vice eleito em sufrágio universal |                                       | |
| 46° | Vitor Lippi                        |                                                  |                                | Partido da Social Democracia Brasileira PSDB     |                         | Geraldo de Moura Caiuby (PSDB)          |                       | 1º de janeiro de 2005                                 | 1º de janeiro de 2009                 | Prefeito e vice eleitos em sufrágio universal |
| 46° | Vitor Lippi                        |                                                  | José Ailton Ribeiro (PSDB)     | Partido da Social Democracia Brasileira PSDB     |                         | 1º de janeiro de 2009                   | 1º de janeiro de 2013 | Prefeito reeleito e vice eleito em sufrágio universal |                                       | |
| 47° | Antonio Carlos Pannunzio           |                                                  |                                | Partido da Social Democracia Brasileira PSDB     |                         | Edith Maria Garboggini Di Giorgi (PSDB) |                       | 1º de janeiro de 2013                                 | 1º de janeiro de 2017                 | Prefeito e vice eleitos em sufrágio universal |
| 48° | José Caldini Crespo                |                                                  |                                | Democratas DEM                                   |                         | Jaqueline Coutinho (PTB)                |                       | 1º de janeiro de 2017                                 | 24 de agosto de 2017                  | Prefeito e vice eleitos em sufrágio universal cujo titular fora cassado pela Câmara Municipal                                                                                      |
| 49ª | Jaqueline Coutinho                 |                                                  |                                | Partido Trabalhista Brasileiro PTB               |                         | Cargo Vago                              | Cargo Vago            | 24 de agosto de 2017                                  | 6 de outubro de 2017                  | Vice-prefeita eleita assume cargo de prefeita após cassação do titular. |
| -   | José Caldini Crespo                |                                                  |                                | Democratas DEM                                   |                         | Jaqueline Coutinho (PTB)                |                       | 6 de outubro de 2017                                  | 2 de agosto de 2019                   | Prefeito eleito reconduzido ao cargo através de liminar do Tribunal de Justiça-SP que suspendeu o decreto da sessão extraordinária da Câmara de vereadores que cassou seu mandato. |
| -   | Jaqueline Coutinho                 |                                                  |                                | Partido Trabalhista Brasileiro PTB               |                         | Cargo Vago                              | Cargo Vago            | 2 de agosto de 2019                                   | 1º de janeiro de 2021                 | Vice-prefeita eleita no cargo de prefeita após uma nova cassação do titular pela Câmara Municipal em sessão extraordinária.                                                        |
| -   | Jaqueline Coutinho                 | Partido Democrático Trabalhista PDT              |                                |                                                  |                         | Cargo Vago                              | Cargo Vago            | 2 de agosto de 2019                                   | 1º de janeiro de 2021                 | Vice-prefeita eleita no cargo de prefeita após uma nova cassação do titular pela Câmara Municipal em sessão extraordinária.                                                        |
| -   | Jaqueline Coutinho                 | Partido Social Liberal PSL                       |                                |                                                  |                         | Cargo Vago                              | Cargo Vago            | 2 de agosto de 2019                                   | 1º de janeiro de 2021                 | Vice-prefeita eleita no cargo de prefeita após uma nova cassação do titular pela Câmara Municipal em sessão extraordinária.                                                        |
| 50° | Rodrigo Manga                      |                                                  |                                | Republicanos                                     |                         | Fernando Martins da Costa Neto (PSD)    |                       | 1° de janeiro de 2021                                 | atual                                 | Prefeito e vice eleitos em sufrágio universal. |
| 50° | Rodrigo Manga                      | Prefeito e vice reeleitos em sufrágio universal. |                                | Republicanos                                     |                         | Fernando Martins da Costa Neto (PSD)    |                       | 1° de janeiro de 2021                                 | atual                                 | |